# Belisana
Belisana (лат.) — род пауков-сенокосцев из подсемейства Pholcinae (Pholcidae). Известно более 140 видов. Встречаются в Южной, Восточной и Юго-Восточной Азии, а также в Австралии и Океании (Кирибати, Новая Гвинея, Фиджи).

## Описание
Мелкие пауки-сенокосцы, длина тела самцов от 0,8 до 2,3 мм. Длина ног варьирует от 4 до 22 мм; формула ног 1243 у длинноногих видов, 1423 у коротконогих видов. Шестиглазые пауки с проксимо-латеральными апофизами на хелицерах самцов. Похожи на пауков рода Spermophora, но обычно имеют дорсальный апофиз на бедре пальп самца, без задних карманов на опистосоме самки, без склеротизированного вентрального клапана на прокурсусе и без зубчатого апофиза на генитальной луковице самца. Отличается от Spermophorides отсутствием карманов на задней пластинке эпигинума и обычным (то есть не дорсальным) местом прикрепления прокурсуса на цимбиуме. Половой диморфизм очень слабый, самки с немного более короткими ногами, не изменёнными хелицерами, с небольшим количеством вертикальных волосков на метатарсусах.

## Биология
Большинство видов было собрано в первичных (реже вторичных) тропических лесах, либо из листовой подстилки, либо с нижней стороны листьев. Некоторые встречаются даже на фруктовых плантациях, некоторые — в пещерах. Паутина, по крайней мере, некоторых видов состоит из плоской, широкой сети, простирающейся между краями соседних листьев. Belisana был описан как один из самых распространённых пауков-сенокосцев в Юго-Восточной Азии, а количественные сборы в северном Таиланде показали, что некоторые виды Belisana (B. hormigai, B. scharffi) являются одними из доминирующих паукообразных в этом регионе. Представители рода Belisana были собраны от уровня моря (например, B. ranong, B. airai, B. yap) до высоты 2500 м над уровнем моря (например, B. nujiang, B. pianma, B. leumas, B. dodabetta).

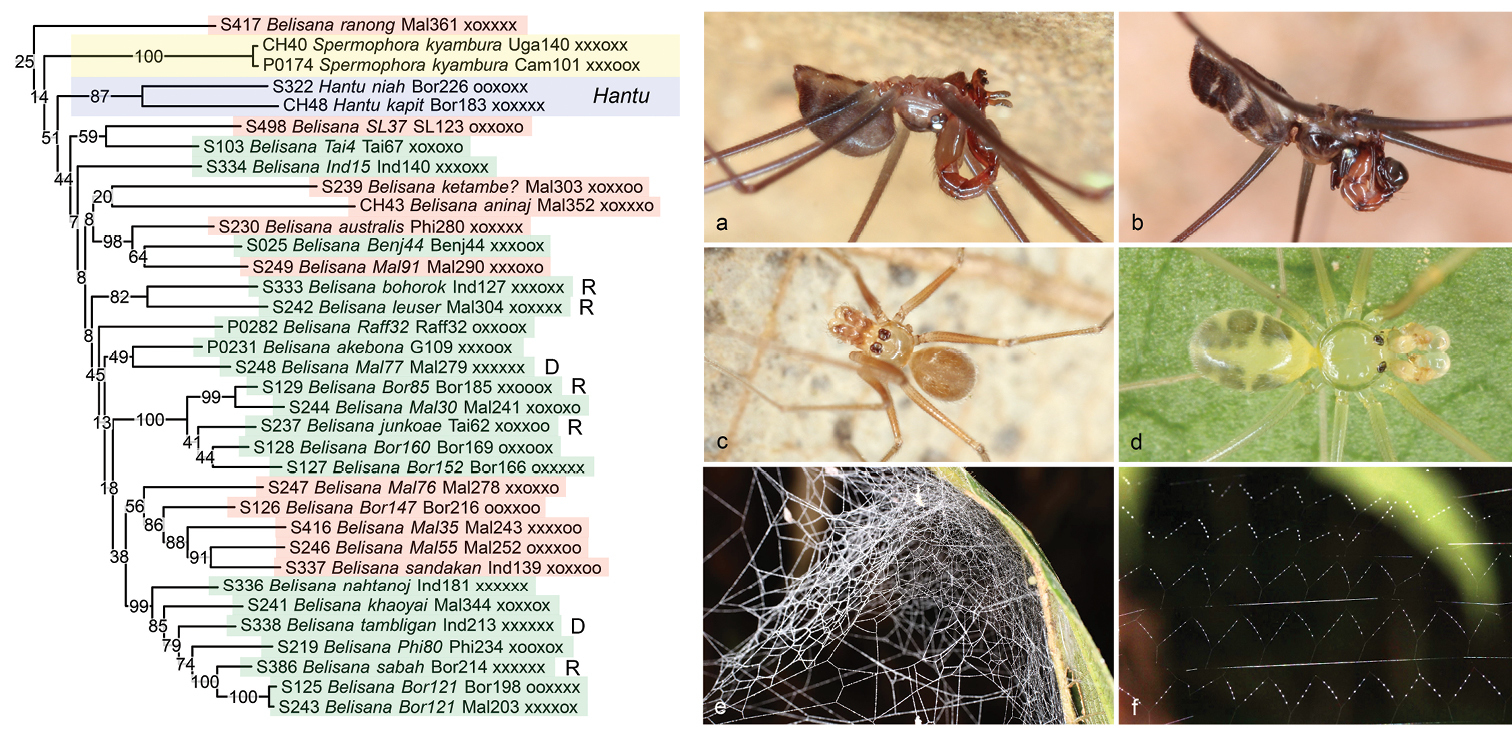
c — Belisana sandakan; d — Belisana sabah; e—f паутина Belisana

## Систематика
Известно более 140 видов. Род был впервые выделен в 1898 году шведским арахнологом Тамерланом Тореллем, а его валидный статус подтверждён в ходе ревизии, проведённой в 2005 году в немецким арахнологом Бернхардом Хубером (Bernhard Huber, Alexander Koenig Research Museum of Zoology, Бонн, Германия). Положение Belisana в Pholcidae sensu Huber (2000) определяется латеральными хелицеральными апофизами. В пределах фольцин Zatavua определяется как сестринский таксон по отношению к остальным, а последний — по наличию ретролатерального апофиза трохантера на пальпе самца. Кроме того, кладограммы сильно различаются в отношении положения Belisana. Согласие существует только в отношении некоторых групп видов: «группа с узкими поровыми пластинками» (клада 1) характеризуется узкими поровыми пластинками на внутренних гениталиях самок; «группа самцов с плоскими PTO» (клада 2) характеризуется плоским (открытым) пальпальным тарзальным органом самцов.
- Belisana airai Huber, 2005[2]
- Belisana akebona (Komatsu, 1961)
- Belisana aliformis Tong & Li, 2008
- Belisana amabilis (Paik, 1978)
- Belisana ambengan Huber, 2005
- Belisana anhuiensis (Xu & Wang, 1984)
- Belisana aninaj Huber, 2005
- Belisana apo Huber, 2005
- Belisana australis Huber, 2001
- Belisana babensis Yao, Pham & Li, 2015[6]
- Belisana bachma Zhu & Li, 2021
- Belisana badulla Huber, 2019
- Belisana banlakwo Huber, 2005
- Belisana bantham Huber, 2005
- Belisana bawangensis Zhang & Peng, 2011[7]
- Belisana benjamini Huber, 2005
- Belisana bohorok Huber, 2005
- Belisana bubeng Zhu & Li, 2021
- Belisana cas Yao & Li, 2018
- Belisana champasakensis Yao & Li, 2013
- Belisana chaoanensis Zhang & Peng, 2011[7]
- Belisana cheni Yao, Pham & Li, 2015[6]
- Belisana chenjini Yao & Li, 2018
- Belisana chuandiani Li, Zheng & Yao, 2023
- Belisana clavata Yao, Pham & Li, 2015[6]
- Belisana coblynau Huber & Clark, 2023
- Belisana colubrina Zhang & Peng, 2011[7]
- Belisana crystallina Yao & Li, 2013
- Belisana cucphuong Zhu & Li, 2021
- Belisana curva Yao, Pham & Li, 2015[6]
- Belisana daji Chen, Zhang & Zhu, 2009
- Belisana davao Huber, 2005
- Belisana daxiangi Li, Zheng & Yao, 2023
- Belisana decora Yao, Pham & Li, 2015[6]
- Belisana denticulata Pham, 2015
- Belisana desciscens Tong & Li, 2009
- Belisana dian Yao & Li, 2018
- Belisana diaoluoensis Zhang & Peng, 2011[7]
- Belisana dodabetta Huber, 2005
- Belisana doloduo Huber, 2005
- Belisana douqing Chen, Zhang & Zhu, 2009
- Belisana erawan Huber, 2005
- Belisana erromena Zhang & Peng, 2011[7]
- Belisana exian Tong & Li, 2009
- Belisana fengzheni Li, Zheng & Yao, 2023
- Belisana fiji Huber, 2005
- Belisana floreni Huber, 2005
- Belisana flores Huber, 2005
- Belisana forcipata (Tu, 1994)
- Belisana fraser Huber, 2005
- Belisana freyae Huber, 2005
- Belisana galeiformis Zhang & Peng, 2011[7]
- Belisana gedeh Huber, 2005
- Belisana gigantea Yao & Li, 2013
- Belisana gowindahela Huber, 2019
- Belisana guilin Yao & Li, 2020[8]
- Belisana gupian Yao & Li, 2018
- Belisana gyirong Zhang, Zhu & Song, 2006
- Belisana halongensis Yao, Pham & Li, 2015[6]
- Belisana honghe Zhang, Li & Yao, 2024[9]
- Belisana hormigai Huber, 2005
- Belisana huberi Tong & Li, 2008
- Belisana inthanon Huber, 2005
- Belisana jaegeri Zhu & Li, 2021
- Belisana jimi Huber, 2005
- Belisana jiuxiang Zhang, Li & Yao, 2024[9]
- Belisana junkoae (Irie, 1997)
- Belisana kachin Zhu & Li, 2021
- Belisana kaharian Huber, 2005
- Belisana kendari Huber, 2005
- Belisana ketambe Huber, 2005
- Belisana keyti Huber, 2005
- Belisana khanensis Yao & Li, 2013
- Belisana khaosok Huber, 2005
- Belisana khaoyai Huber, 2005
- Belisana khieo Huber, 2005
- Belisana kinabalu Huber, 2005
- Belisana lamellaris Tong & Li, 2008
- Belisana lancea Yao & Li, 2013
- Belisana lata Zhang & Peng, 2011[7]
- Belisana leclerci Huber, 2005
- Belisana leumas Huber, 2005
- Belisana leuser Huber, 2005
- Belisana lii Chen, Yu & Guo, 2016
- Belisana limpida (Simon, 1909)
- Belisana lincang Zhang, Li & Yao, 2024[9]
- Belisana longinqua Zhang & Peng, 2011[7]
- Belisana luxi Zhang, Li & Yao, 2024[9]
- Belisana mainling Zhang, Zhu & Song, 2006
- Belisana maoer Yao & Li, 2020[8]
- Belisana maogan Tong & Li, 2009
- Belisana marena Huber, 2005
- Belisana martensi Yao & Li, 2013
- Belisana marusiki Huber, 2005
- Belisana medog Yao & Li, 2020[10]
- Belisana menghai Yao & Li, 2019
- Belisana mengla Yao & Li, 2020[11]
- Belisana menglun Yao & Li, 2020[11]
- Belisana mengyang Yao & Li, 2020[11]
- Belisana minneriya Huber, 2019
- Belisana muruo Yao & Li, 2020[10]
- Belisana nahtanoj Huber, 2005
- Belisana naling Yao & Li, 2020[8]
- Belisana nomis Huber, 2005
- Belisana nujiang Huber, 2005
- Belisana parallelica Zhang & Peng, 2011[7]
- Belisana phungae Yao, Pham & Li, 2015[6]
- Belisana phurua Huber, 2005
- Belisana pianma Huber, 2005
- Belisana pisinna Yao, Pham & Li, 2015[6]
- Belisana pranburi Huber, 2005
- Belisana protumida Yao, Li & Jäger, 2014
- Belisana putao Zhu & Li, 2021
- Belisana ranong Huber, 2005
- Belisana ratnapura Huber, 2005
- Belisana rollofoliolata (Wang, 1983)
- Belisana sabah Huber, 2005
- Belisana sandakan Huber, 2005
- Belisana sarika Huber, 2005
- Belisana scharffi Huber, 2005
- Belisana schwendingeri Huber, 2005
- Belisana sepaku Huber, 2005
- Belisana strinatii Huber, 2005
- Belisana sumba Huber, 2005
- Belisana tadetuensis Yao & Li, 2013
- Belisana tambligan Huber, 2005
- Belisana tarang Zhu & Li, 2021
- Belisana tauricornis Thorell, 1898
- Belisana tengchong Zhang, Li & Yao, 2024[9]
- Belisana tianlinensis Zhang & Peng, 2011[7]
- Belisana tongi Zhang, Li & Yao, 2024[9]
- Belisana tongle Zhang, Chen & Zhu, 2008
- Belisana triangula Yao, Pham & Li, 2015[6]
- Belisana vietnamensis Yao, Pham & Li, 2015[6]
- Belisana wau Huber, 2005
- Belisana xiangensis Yao & Li, 2013
- Belisana xiaolongha Zhu & Li, 2021
- Belisana xigaze Yao & Li, 2020[10]
- Belisana xishuangbanna Yao & Li, 2019
- Belisana xishui Chen, Zhang & Zhu, 2009
- Belisana xiyuan Yao & Li, 2020[8]
- Belisana xuanguan Yao & Li, 2020[8]
- Belisana yadongensis (Hu, 1985)
- Belisana yalong Tong & Li, 2009
- Belisana yanbaruensis (Irie, 2002)
- Belisana yangi Zhang & Peng, 2011[7]
- Belisana yangxiaodongi Yao & Li, 2018
- Belisana yanhe Chen, Zhang & Zhu, 2009
- Belisana yap Huber, 2005
- Belisana yongsheng Zhang, Li & Yao, 2024[9]
- Belisana yuexiu Yao & Li, 2020[8]
- Belisana yuhaoi Yang & Yao, 2023
- Belisana yunnan Zhang, Li & Yao, 2024[9]
- Belisana zham Yao & Li, 2020[10]
- Belisana zhangi Tong & Li, 2007
- Belisana zhengi Yao, Pham & Li, 2015[6]